# Chartreuse du Breuil
La chartreuse du Breuil est une demeure située sur le territoire de la commune de Grives, dans le département de la Dordogne, en Nouvelle-Aquitaine.

## Histoire
La famille Delfau est originaire de Daglan. Ils semblent avoir acquis la terre sur laquelle est construite la chartreuse dans le deuxième quart du XVIIIe siècle. La chartreuse a probablement été construite par Pierre-Jacques Delfau, sieur de Las Carbonières. Il s'est marié avec Catherine Maurice en 1727. C'est son fils aîné qui a porté le premier le nom de Delfau du Breuil.
Guillaume Delfau, né au Breuil en 1730, a été député de la Dordogne à l'élection législative du 10 septembre 1791. Il est mort à Périgueux, secrétaire de la préfecture de la Dordogne, le 6 juillet 1815.
La chartreuse a été inscrite au titre des monuments historiques le 18 septembre 2007.

## Description
La chartreuse a été construite à mi-pente et devait se trouver au-dessus de vignes qui ont disparu. Elle a été bâtie au-dessus de caves.
La chartreuse a été construite sur un plan en T. L'aile principale est orientée nord-sud, la façade principale est tournée vers le village de Grives. Elle se termine par deux légers avant-corps, de deux travées chacune, encadrant les quatre ouvertures centrales. L'aile perpendiculaire à la façade principale la divise en deux parties égales. 

## Famille Delfau du Breuil
- Pierre-Jacques Delfau, sieur de Las Carbonières[3] - 1914, marié en 1727 à Catherine Maurice
  - Guillaume Delfau, sieur du Breuil, écuyer, né en 1730, avocat puis gendarme de la garde. Il a été anobli par le capitoulat de Toulouse en 1771. Il a pris part aux assemblées générales de la noblesse du Périgord en 1789 ;
    - Guillaume Delfau, né au Breuil le 20 août 1766. Il a été élu député de la Dordogne à l'assemblée nationale législative le 10 septembre 1791. Il n'est pas réélu à la Convention nationale le 5 septembre 1792. Pendant son temps de député qui a duré un an, il a prononcé un discours le 25 juin 1792 contre le club des jacobins. Il est secrétaire de la préfecture de la Dordogne sour l'Empire. Il meurt à Périgueux le 6 juillet 1815[4] ;

  - Guillaume-Antoine Delfau, né à Daglan le 5 avril 1733, jésuite à Sarlat, puis après la dispersion de son ordre, archiprêtre de Daglan en 1770, député du clergé du Périgord aux États généraux de 1789. Il refuse de prêter le serment à la constitution civile du clergé. Prêtre réfractaire, il est arrêté chez les Eudistes avec 17 autres le 10 août. Il est massacré aux Carmes le 2 ou 3 septembre 1792[5],[6],[7]. Il a été reconnu comme martyr par l'Église, il a été béatifié le 17 octobre 1926, par le pape Pie XI, en même temps que ses compagnons.